# Christian Titz
Christian Titz (Mannheim, 1 april 1971) is een Duitse voetbaltrainer en een voormalig profvoetballer. In 2018 maakte hij zijn trainersdebuut in het betaalde voetbal bij Hamburger SV. Sinds juli 2025 is hij hoofdcoach van Hannover 96.

## Spelersloopbaan
Titz speelde tijdens zijn loopbaan voor diverse Duitse clubs, waaronder Waldhof Mannheim, SG Egelsbach en SC Idar-Oberstein. Hij kwam uit in zowel de 2. Bundesliga als de Regionalliga, meestal als middenvelder. In 2000 beëindigde hij zijn actieve spelerscarrière.

## Trainersloopbaan

### Alemannia Aachen
Titz deed zijn eerste trainerservaring op bij de onder-19 van Alemannia Aachen. Op 31 augustus 2003 zat hij voor het eerst op de bank tijdens de met 2–3 verloren thuiswedstrijd tegen de leeftijdsgenoten van 1. FC Köln. Pas in zijn zevende wedstrijd volgde de eerste overwinning: op 25 oktober werd met 1–0 gewonnen van SC Paderborn 07. In zijn eerste seizoen eindigde hij met zijn ploeg op een elfde plaats in de middenmoot. Aan het einde van zijn vierjarige periode bij Die Alemannen  behaalde hij zijn trainersdiploma, samen met onder anderen Franco Foda, André Schubert en Olaf Thon.

### 1. FC Passau
In november 2005 werd Titz aangesteld als trainer van 1. FC Passau met als doel degradatie uit de Bayernliga te voorkomen. Zijn keuze om enkele ervaren spelers te vervangen door spelers uit zijn tijd bij Aachen zorgde voor onrust binnen de selectie. De ingrepen hadden niet het gewenste effect en de club degradeerde naar de Landesliga Bayern. Zijn periode bij de bespeler van het Dreiflüssestadion bleef beperkt tot één seizoen.

### Victoria Köln
Voorafgaand aan zijn aanstelling bij Victoria Köln werkte Titz drie jaar als scout voor de Amerikaanse voetbalbond. Daarnaast gaf hij individuele trainingen aan spelers als Lewis Holtby. Op 1 juli 2009 begon hij in Köln als trainer van zowel de A-junioren als het eerste elftal. Dit dienstverband was van korte duur: in december van dat jaar werd in onderling overleg besloten uit elkaar te gaan.

### FC 08 Homburg
In de zomer van 2011 tekende Titz een contract bij FC 08 Homburg, destijds actief in de Oberliga Südwest. Hij debuteerde op 5 augustus in de met 1–1 gelijkgespeelde thuiswedstrijd tegen SVN Zweibrücken. Het seizoen 2011/12 begon sterk: pas in de 14e competitieronde, tijdens de met 3–1 verloren uitwedstrijd tegen SG Betzdorf, leed hij zijn eerste nederlaag. Die vorm hield Homburg vast, waardoor Titz voor het eerst in zijn trainerscarrière kampioen werd en promoveerde naar de Regionalliga Südwest. In het seizoen 2012/13 wist hij met een 14e plaats handhaving te bewerkstelligen. In zijn derde jaar lag de ploeg lange tijd op koers om dit te verbeteren; na 22 speelrondes stond Homburg zesde. Daarna volgde echter een terugval: in de daaropvolgende acht wedstrijden werd slechts één overwinning geboekt. Dit leidde uiteindelijk tot het ontslag van Titz, na 97 wedstrijden als hoofdtrainer van Homburg.

### Hamburger SV
Een jaar na zijn vertrek bij Homburg werd bekend dat Titz per 1 juli 2015 aan de slag ging bij de jeugdopleiding van Hamburger SV. Hij werd hoofdtrainer van de onder-17. Na twee seizoenen nam hij afscheid van de B-junioren en werd hij verantwoordelijk voor het tweede elftal van HSV, dat uitkomt in de Regionalliga Nord. Het seizoen 2017/18 begon hij sterk: zijn ploeg leed pas in de 16e competitieronde de eerste nederlaag. Dankzij deze indrukwekkende reeks ging Hamburger SV met 40 punten aan kop de winterstop in.
Kort na de hervatting van de competitie, in maart 2018, werd Titz na het ontslag vanBernd Hollerbach gepromoveerd tot hoofdtrainer van het eerste elftal. Hiermee was hij voor het eerst in zijn trainersloopbaan eindverantwoordelijk voor een betaaldvoetbalteam. Op 17 maart 2018 zat hij voor het eerst op de bank tijdens de thuiswedstrijd tegen Hertha BSC in het Volksparkstadion. Deze wedstrijd ging met 1–2 verloren door een doelpunt van Salomon Kalou, waardoor Hamburger SV zakte naar de 18e plaats. Ondanks dat Titz in de laatste zeven wedstrijden dertien punten behaalde, bleef de club onder de degradatiestreep en degradeerde HSV na 55 jaar voor het eerst in haar bestaan naar de 2. Bundesliga. Ondanks de degradatie mocht Titz aanblijven en werd zijn contract met twee jaar verlengd.
Het seizoen 2018/19 begon goed: in de eerste zes wedstrijden leed HSV alleen puntverlies door een 0–3 thuisnederlaag in de openingswedstrijd tegen Holstein Kiel. Na vijf wedstrijden stond de club op de tweede plaats, maar daarna kwam er een terugval, die begon met een 0–5 thuisnederlaag tegen Jahn Regensburg. Na een 0–0 gelijkspel in de 10e competitieronde tegen VfL Bochum viel het doek voor Titz. Ondanks dat HSV op dat moment vijfde stond, werd hij ontslagen en werden zijn taken per direct overgenomen door Hannes Wolf.

### Rot-Weiss Essen
In de zomer van 2019 werd bekend dat Titz de nieuwe trainer werd van Rot-Weiss Essen, dat destijds uitkwam in de Regionalliga West. Hij maakte zijn debuut op 26 juli tijdens de met 2–1 gewonnen thuiswedstrijd tegen Borussia Dortmund II. In de elfde competitieronde leed hij zijn eerste nederlaag, toen Rot-Weiss Essen met 1–4 verloor van SC Verl, mede door drie doelpunten van Aygün Yildirim. In maart 2020 werd de competitie vanwege de COVID-19-maatregelen stopgezet. Op dat moment stond Titz met zijn ploeg op de derde plaats. Bij aanvang van het volgende seizoen werd bekendgemaakt dat de club niet verder met hem zou gaan.

### 1. FC Magdeburg
Op 12 februari 2021 zette Titz zijn handtekening onder een anderhalfjarig contract bij 1. FC Magdeburg. Hij volgde daarmee Thomas Hoßmang op, die vanwege teleurstellende resultaten was ontslagen. Ten tijde van zijn aantreden verkeerde Magdeburg in de onderste regionen van de ranglijst in de 3. Liga. Drie dagen later begon hij met een 2–1 verloren uitwedstrijd tegen Türkgücü München.In zijn vierde wedstrijd keerde het tij: hij behaalde zijn eerste overwinning voor de club uit de hoofdstad van Saksen-Anhalt door op Sportpark Höhenberg met 4–2 te winnen van Viktoria Köln. Vervolgens bleef zijn team elf wedstrijden ongeslagen, totdat een 1–0 nederlaag tegen KFC Uerdingen 05 een einde maakte aan die reeks. Met deze sterke eindspurt verzekerde Titz zich met zijn ploeg van een veilige elfde plaats, waardoor degradatie werd voorkomen. Op 29 mei behaalde hij zijn eerste prijs bij de voormalige Oost-Duitse club door in de finale van de Landespokal Sachsen-Anhalt met 3–2 te winnen van Hallescher FC.
In zijn eerste volledige seizoen (2021/22) bij de voormalig winnaar van de Europacup II  zette Titz de ingezette lijn voort en kroonde hij zich met zijn ploeg tot kampioen van de 3. Liga. Daarmee promoveerde de club na drie jaar weer terug naar de 2. Bundesliga.  Ook de Landespokal Sachsen-Anhalt werd voor de tweede keer op rij gewonnen, ditmaal door een overtuigende 5–0 overwinning op Einheit Wernigerode. Het eerste deel van het seizoen 2022/23 in de tweede Duitse divisie verliep moeizaam voor Titz en zijn team, na het verplichte kerstreces vond het elftal echter de weg omhoog en sloot het seizoen af op een keurige elfde plaats. In zijn derde seizoen (2023/24) was het beeld omgekeerd: Magdeburg kende een sterke seizoensstart en leed pas in de zesde wedstrijd de eerste nederlaag, een 4–3 verlies in de Veltins-Arena tegen FC Schalke 04. Tijdens de winterstop werd het contract van Titz vroegtijdig verlengd, zonder dat de looptijd werd bekendgemaakt. Uiteindelijk kon Magdeburg de goede start niet vasthouden en eindigde de club op de veertiende plaats.
In het seizoen 2024/25 investeerde Magdeburg, onder andere met de komst van centrumspitsen Martijn Kaars en Aleksa Marusic, nadrukkelijk in de voorhoede. Dit betaalde zich uit: mede dankzij vier doelpunten en twee assists van Kaars leed het team pas in de negende competitieronde de eerste nederlaag. In het Volksparkstadion was zijn voormalige werkgever Hamburger SV met 3–1 te sterk. Tot aan de winterstop kon Titz met zijn ploeg aansluiten bij de top van de ranglijst, met een vijfde plaats en slechts drie punten achterstand op koploper 1. FC Köln. Deze sterke lijn hield het team in de tweede seizoenshelft lange tijd vast, en uiteindelijk eindigde Magdeburg als vijfde, de beste prestatie sinds de toetreding tot het West-Duitse voetbal. Aan het einde van het seizoen maakte Titz de overstap naar het eveneens in de 2. Bundesliga uitkomende Hannover 96.

### Hannover 96
In juni 2025 werd bekend dat Titz de nieuwe trainer werd van Hannover 96, waar hij een contract tekende tot medio 2027. Hij werd aangetrokken om voor rust en stabiliteit binnen de organisatie te zorgen. Titz nam het roer over na een turbulent seizoen waarin Hannover begon onder Stefan Leitl, die werd opgevolgd door André Breitenreiter. Vervolgens namen de interim-coaches Lars Barlemann, Dirk Lottner en Christian Schulz het stokje over. Op 3 augustus zat Titz voor het eerst op de bank tijdens de thuiswedstrijd in de 2. Bundesliga tegen 1. FC Kaiserslautern. De wedstrijd werd met 1–0 gewonnen dankzij een doelpunt van Noel Aséko.

## Statistieken
| Van                            | Tot        | Club             | Duels | W  | G  | V  | Pt  | Ratio |
| ------------------------------ | ---------- | ---------------- | ----- | -- | -- | -- | --- | ----- |
| 01.07.2025                     |            | Hannover 96      | 1     | 1  | 0  | 0  | 3   | 3,00  |
| 12.02.2021                     | 30.06.2025 | 1. FC Magdeburg  | 165   | 75 | 38 | 52 | 263 | 1,59  |
| 01.07.2019                     | 30.06.2020 | Rot-Weiss Essen  | 29    | 21 | 3  | 5  | 66  | 2,28  |
| 13.03.2018                     | 23.10.2018 | Hamburger SV     | 19    | 10 | 4  | 5  | 34  | 1,79  |
| 01.07.2017                     | 12.03.2018 | Hamburger SV II  | 20    | 13 | 6  | 1  | 45  | 2,25  |
| 01.07.2015                     | 30.06.2017 | Hamburger SV –17 | 52    | 29 | 7  | 16 | 94  | 1,81  |
| 01.07.2011                     | 09.04.2014 | FC 08 Homburg    | 97    | 44 | 22 | 31 | 154 | 1,59  |
| Bijgewerkt tot 8 augustus 2025 |            |                  |       |    |    |    |     |       |

## Erelijst
Als trainer:
| Competitie                         |               |                  |               |               |               |
| Competitie                         | Aantal        | Jaren            |               |               |               |
| FC 08 Homburg                      | FC 08 Homburg | FC 08 Homburg    | FC 08 Homburg | FC 08 Homburg | FC 08 Homburg |
| ---------------------------------- | ------------- | ---------------- | ------------- | ------------- | ------------- |
| Kampioen Oberliga Südwest          | 1x            | 2011/12          |               |               |               |
| 1. FC Magdeburg                    |               |                  |               |               |               |
| Kampioen 3. Liga                   | 1x            | 2021/22          |               |               |               |
| Winnaar Landespokal Sachsen-Anhalt | 2x            | 2020/21, 2021/22 |               |               |               |

## Persoonlijk
Titz heeft samen met Thomas Dooley meer dan vijftig vakinhoudelijke voetbalboeken geschreven. Daarnaast is hij beschermheer van de vereniging "RheumaKiner", die zich inzet voor kinderen met reuma , mede vanwege de ziekte van zijn eigen zoon.